# Cheddleton
Cheddleton est un village et une ancienne paroisse civile du Staffordshire, en Angleterre.